# Electric Callboy
Electric Callboy ist eine deutsche Metalcore-/Trancecore-Band aus Castrop-Rauxel, die 2010 unter dem Namen Eskimo Callboy gegründet wurde.

## Geschichte

### 2006 bis 2010: Vorgänger-Bands

#### Ae:Nera
Anfang 2006 wurde die in Dortmund ansässige Gruppe Ae:Nera (für „Schwarze Seele“) gegründet. Nach Besetzungsänderungen wurde im Januar 2007 die 3-Track EP Anima Mera aufgenommen und veröffentlicht. Es wurden weitere Demos aufgenommen und Konzerte mit Machinemade God, Callejon oder Butterfly Coma gespielt. Nach weiteren Besetzungsänderungen begann ab Februar 2008 die Arbeit an einem Debütalbum. Im Oktober 2008 traten sie beim Metal for Mercy Festival in Witten auf.

#### Beautiful Broken / Her Smile in Grief
Die Gitarristen Daniel Haniß und Pascal Schillo spielten gemeinsam in der Band Ae:Nera als diese im Sommer 2007 zusammen mit Cherina Theisen (Gesang), Ines Bürger (Bass, Gesang) und Michael Malitzki (Schlagzeug) die Band Beautiful Broken gründeten. Anfangs war diese Gruppe als Akustikprojekt geplant, später wollte man die Härte des Metalcore mit eingängigen, fast poppigen Melodien kreuzen. Anfang 2008 traten Sebastian Stolz (Gesang) und Kevin Ratajczak (Keyboard) der Band bei. Im Februar 2009 erschien das Ende 2008 aufgenommene Album Emotions May Vary mit 12 Tracks, welches von Waldemar Sorychta und Dennis Koehne gemixt und gemastert wurde.
Beautiful Broken traten am 9. Mai 2009 beim 6. Green Newcomer Bandcontest in Castrop-Rauxel auf, welches sie gewannen. Jens Gödde (Exact Management) sah die Gruppe und übernahm ab Juni 2009 das Management. Der Bandname wurde in Her Smile in Grief umbenannt und Bürger schied im Sommer 2009 aus und wurde durch Daniel Klossek am Bass ersetzt, der zuvor Schlagzeuger bei Ae:Nera war. Am 25. Juni 2010 wurde das Album Emotions May Vary unter dem Bandnamen Her Smile in Grief wiederveröffentlicht.

### 2010 bis 2020: Gründung und erste Erfolge

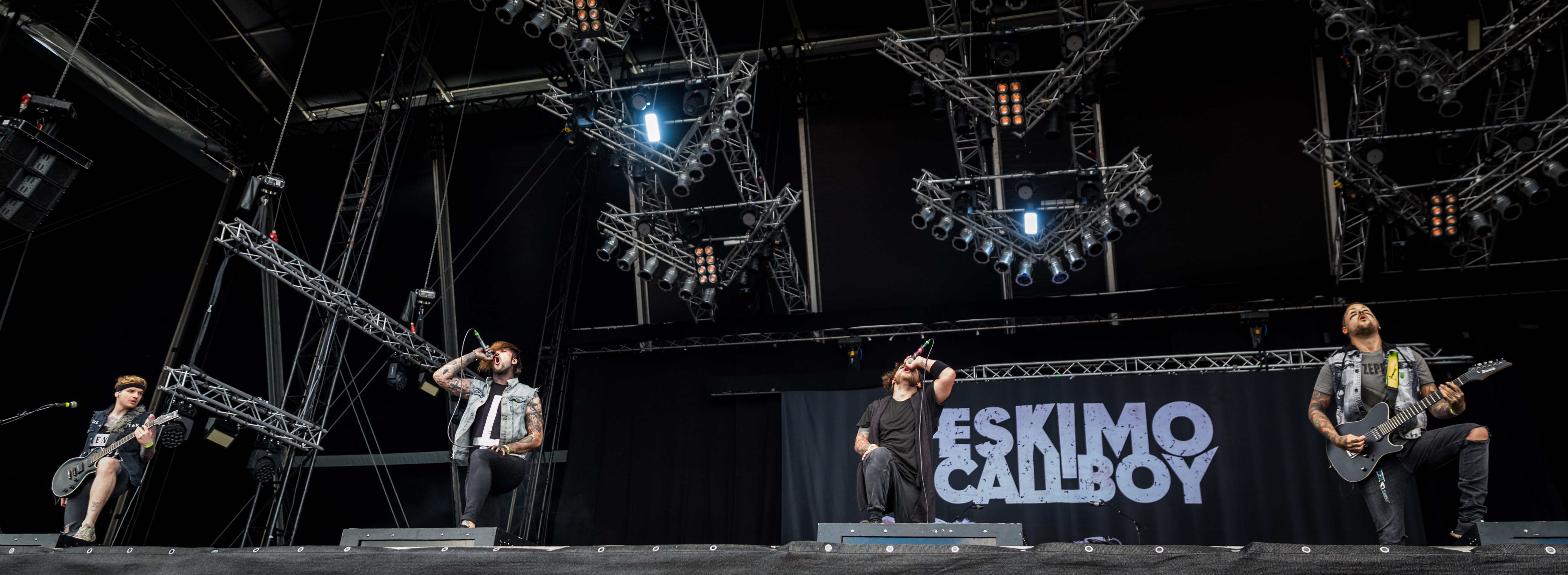
Electric Callboy beim Wacken Open Air 2016

2009/2010 löste sich Her Smile in Grief auf und es wurde 2010 Eskimo Callboy mit den bisherigen Mitgliedern Haniß, Schillo, Malitzki, Ratajczak und Klossek sowie dem Sänger Sebastian „Sushi“ Biesler gegründet. Am 3. September 2010 wurde eine erste EP in Eigenregie veröffentlicht, später von Redfield Records wiederveröffentlicht. Die Band war Vorgruppe für Machinemade God, Papa Roach, Five Finger Death Punch, We Butter the Bread with Butter, Neaera, Callejon, Asking Alexandria, The Devil Wears Prada und mehrfach für His Statue Falls. Auf dem Feel the Pressure Festival in Wissen spielte die Gruppe zusammen mit Bakkushan, Ohrbooten und Cocoon. Des Weiteren war Eskimo Callboy auf mehreren Festivals zu sehen, 2011 spielten sie auf dem Mair1 Festival und dem Traffic Jam Open Air und tourten durch Deutschland und Österreich.
Das Debütalbum Bury Me in Vegas wurde 2012 veröffentlicht. Im selben Jahr spielten sie auf dem Soundgarden Festival in Bad Nauheim, absolvierten eine Asien-Tour durch Japan, die Volksrepublik China und Russland und waren danach Support für Callejon auf deren Blitzkreuz-Tour. 2012 verließ Michael „Micha“ Malitzki die Band, neuer Schlagzeuger wurde David Friedrich.
2013 war die Gruppe mit Intohimo, Close to Home und The Browning auf Get Drunk or Fuck Off Euro Tour durch Europa. Im April 2013 war die Gruppe gemeinsam mit Kottonmouth Kings, Deuce (vormals Hollywood Undead), Dizzy Wright und Snow Tha Product in den Vereinigten Staaten zu sehen. Es folgten Auftritte auf mehreren Festivals in Deutschland und in Japan.
Am 13. September 2013 wurden Eskimo Callboy bei den Metal Hammer Awards in der Kategorie Up and Coming ausgezeichnet.
2014 wurde das zweite Album We Are the Mess veröffentlicht. In Japan erschien das Album über Warner Music. In Deutschland stieg das Album auf Platz 8, in Österreich auf Platz 64 der offiziellen Longplay-Charts ein. Im Frühling 2014 tourte die Gruppe erneut durch Japan. Das dritte Album Crystals erschien 2015. Im Jahr 2017 erschien das Album The Scene. Am 1. November 2019 erschien mit Rehab (engl. etwa „Drogenentzug“) das fünfte Studioalbum von Eskimo Callboy.

### Seit 2020: Neuer Sänger, Umbenennung und internationaler Erfolg
Am 12. Februar 2020 gab die Band über ihre Social-Media-Auftritte bekannt, dass der bisherige Sänger Sebastian „Sushi“ Biesler nicht mehr weiter für die Band singen wird. Am gleichen Tag kündigte Biesler sein neues Projekt namens Ghostkid an.
Am 24. April 2020 gab Frontmann Kevin Ratajczak über YouTube bekannt, dass die Suche nach einem neuen Sänger abgeschlossen ist. Nach einer Bewerbungsphase folgte am 4. Juni 2020 ein Video mit der Bekanntgabe, dass Nico Sallach (ehemaliger Sänger der Band To the Rats and Wolves) neuer Frontsänger der Band wird. Am 18. Juni 2020 erschien mit der Single Hypa Hypa die erste Veröffentlichung mit Sallach. Ihre Tour Hypa Hypa European Tour 2022 kündigten sie am 14. Dezember 2020 an. 2021 gaben sie bekannt, dass One Morning Left Special Guest der Tour sein wird und Blind Channel der Support.
Am 6. Dezember 2021 machte die Band über YouTube bekannt, dass sie am Eurovision Song Contest 2022 in Turin für Deutschland teilnehmen will, und reichte ihre aktuelle Single Pump It für den Vorentscheid ein. Sie wurden von der Jury jedoch nicht zur Vorentscheidung Germany 12 Points ausgewählt. Der für die Auswahl verantwortliche NDR begründete dies damit, dass Pump It nicht radiotauglich genug sei. Die Entscheidung des NDR wurde in den (v. a. sozialen) Medien heftig kritisiert. Radio- bzw. Mainstreamtauglichkeit sei gerade kein  Erfolgsgarant beim ESC. Eine an den NDR gerichtete Petition, die Single doch für den ESC zur Auswahl zu stellen, erreichte zwar 100.000 Unterschriften, blieb jedoch erfolglos. Der letztlich vom NDR gestellte Beitrag von Malik Harris erreichte beim ESC den letzten Platz. Der Song Hurrikan mit zugehörigem Video, in welchem eine stereotype Schlagerband von Zombies zerfleischt wird, wird in Fankreisen als Reaktion auf die ESC-Kontroverse und Parodie auf gewünschte Radiotauglichkeit interpretiert.
Am 22. Dezember 2021 verkündete die Band, einige alte Lieder von Musikplattformen entfernen zu lassen. Diese, vor allem von der Debüt-EP von 2010 und dem ersten Studioalbum Bury Me in Vegas von 2012, waren zuvor als beleidigend kritisiert worden. Gleichzeitig gab man an, den Bandnamen zu überdenken. Infolge wiederholter Kritik am Namen, der das in den USA teils kontroverse Wort „Eskimo“ enthielt, verkündete die Band am 9. März 2022 die Namensänderung von Eskimo Callboy zu Electric Callboy.
Am 13. August 2022 veranstalten Electric Callboy mit dem Escalation Fest 2022 in der Rudolf Weber Arena in Oberhausen ihr erstes eigenes Festival. Bei der Veranstaltung spielten neben der Band auch die 257ers, Annisokay, die Samurai Pizza Cats, Any Given Day und One Morning Left. Am 23. September 2023 fand am selben Veranstaltungsort aber mit Auftritt von anderen Gastbands die zweite Ausgabe des Escalation Fest statt.
Im April 2022 kündigte die Band ihr sechstes Album Tekkno an, welches ursprünglich am 9. September 2022 erscheinen sollte. Nach einer Verspätung wurde das Album schließlich am 16. September 2022 veröffentlicht. Tekkno stieg in der ersten Woche nach Veröffentlichung auf Platz 1 der deutschen Charts ein, die höchste Platzierung, die ein Album von Electric Callboy erreichte.
In der darauffolgenden Woche mussten sie ihre Europa-Tour verschieben und auch ihre Teilnahme an der US-Level-Up-Tour mit Attack Attack! absagen, da Sänger Nico Sallach eine Kiefer- und Mittelohrentzündung hatte.
Mit der im Juni 2023 erschienenen Single Everytime We Touch begann eine Zusammenarbeit mit Sony Music Publishing: Die vier Bandmitglieder Nico Sallach, Daniel Haniß, Pascal Schillo und Kevin Ratajczak unterzeichneten ein Autorenexklusivvertrag und Editionsvertrag.
Im März 2024 feierte der Konzertfilm Tekkno - Live in Europa Premiere. Der Film zeigt einen Zusammenschnitt des europäischen Teils der Tekkno-Albumtour.
Im Mai 2024 veröffentlichten sie zusammen mit der japanischen Band Babymetal das Lied Ratatata. Die Single erreichte Platz 55 in den deutschen und Platz 66 in den österreichischen Singlecharts und wurde zum offiziellen Themesong von WWE Bash in Berlin.
Im April 2025 gab die Band bekannt, dass Schlagzeuger David Friedrich die Gruppe auf eigenen Wunsch verlassen habe. Daraufhin veröffentlichte die Band im Mai eine Videobotschaft, in der angekündigt wird, dass für die anstehenden Festival-Konzerte im Sommer Frank Zummo als Schlagzeuger engagiert werden konnte. Frank Zummo sprang bereits 2024 beim Good Things Festival in Australien für David Friedrich ein, nachdem dieser krankheitsbedingt nach Hause fliegen musste. Zummo lernte das Set innerhalb von nur fünf Stunden.

## Stil
Der Musikstil der Band wird häufig als Trancecore eingeordnet. Als besondere Einflüsse nennt die Gruppe Bands wie Asking Alexandria und Attack Attack!. Bis zum Album Rehab (2019) wurde die Band dem Metalcore zugeordnet. Anders als bei vielen anderen Szene-Bands haben die Texte keine politkritischen Hintergründe. Die Texte handeln eher von Party, Sex und Alkoholexzessen. Es gibt oft elektronische Anfänge und dann einen langen Schrei.

## Videos
Electric Callboy begleiten nahezu jeden neuen Song mit einem aufwändig produzierten Musikvideo. Diese Videos sind voller popkultureller Anleihen und Parodien und haben durch die Verbreitung von Reaction-Channels über Youtube, welche die Band im Unterschied zu vielen anderen Künstlern aktiv unterstützen, viel zum internationalen Erfolg beigetragen. Auch Dank zahlreicher Coverversionen wurde Electric Callboy immer mehr zum internationalen Phänomen.

## Mitglieder

Electric Callboy, live beim With Full Force 2018
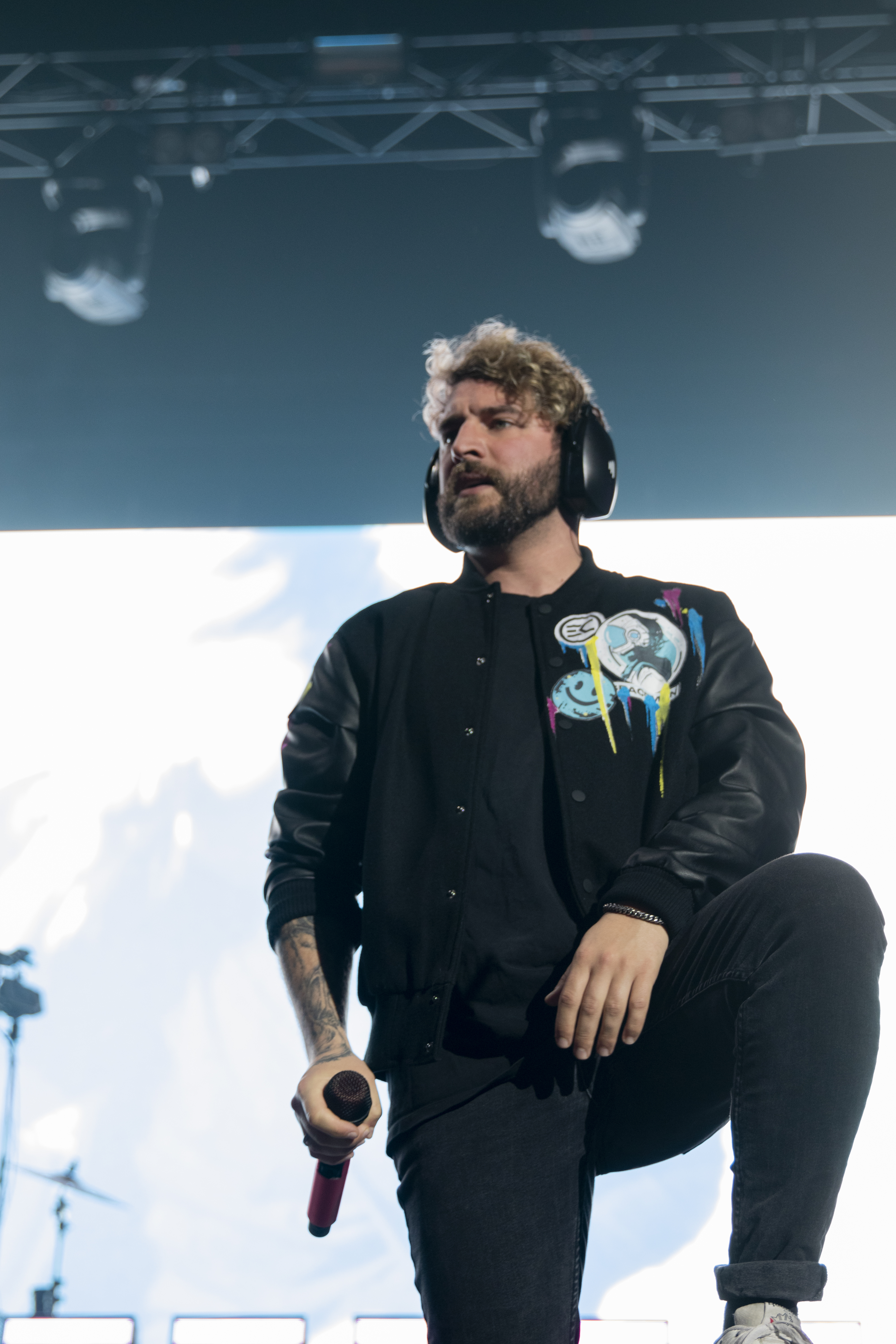
Sänger Nico Sallach
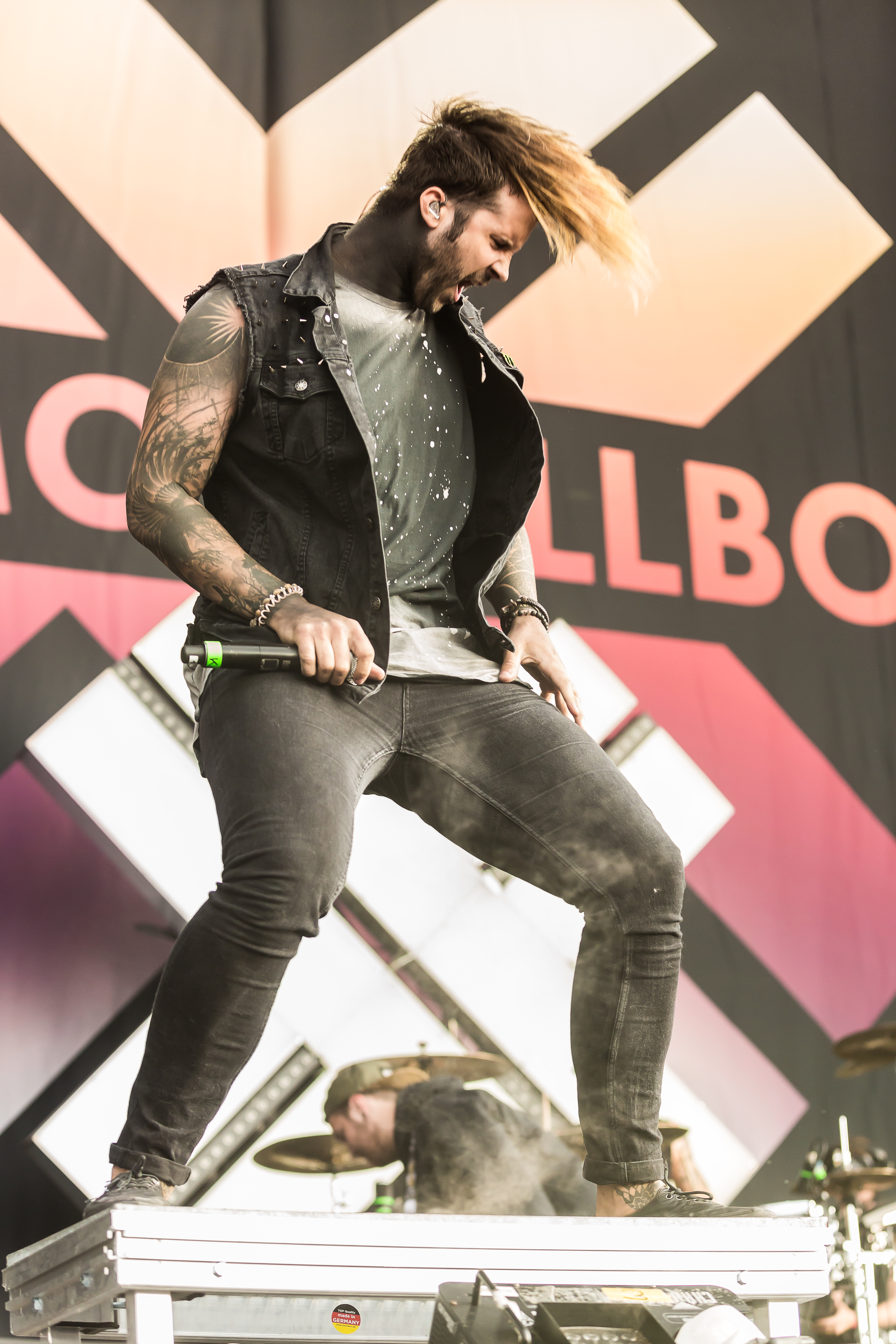
Shouter Kevin Ratajczak
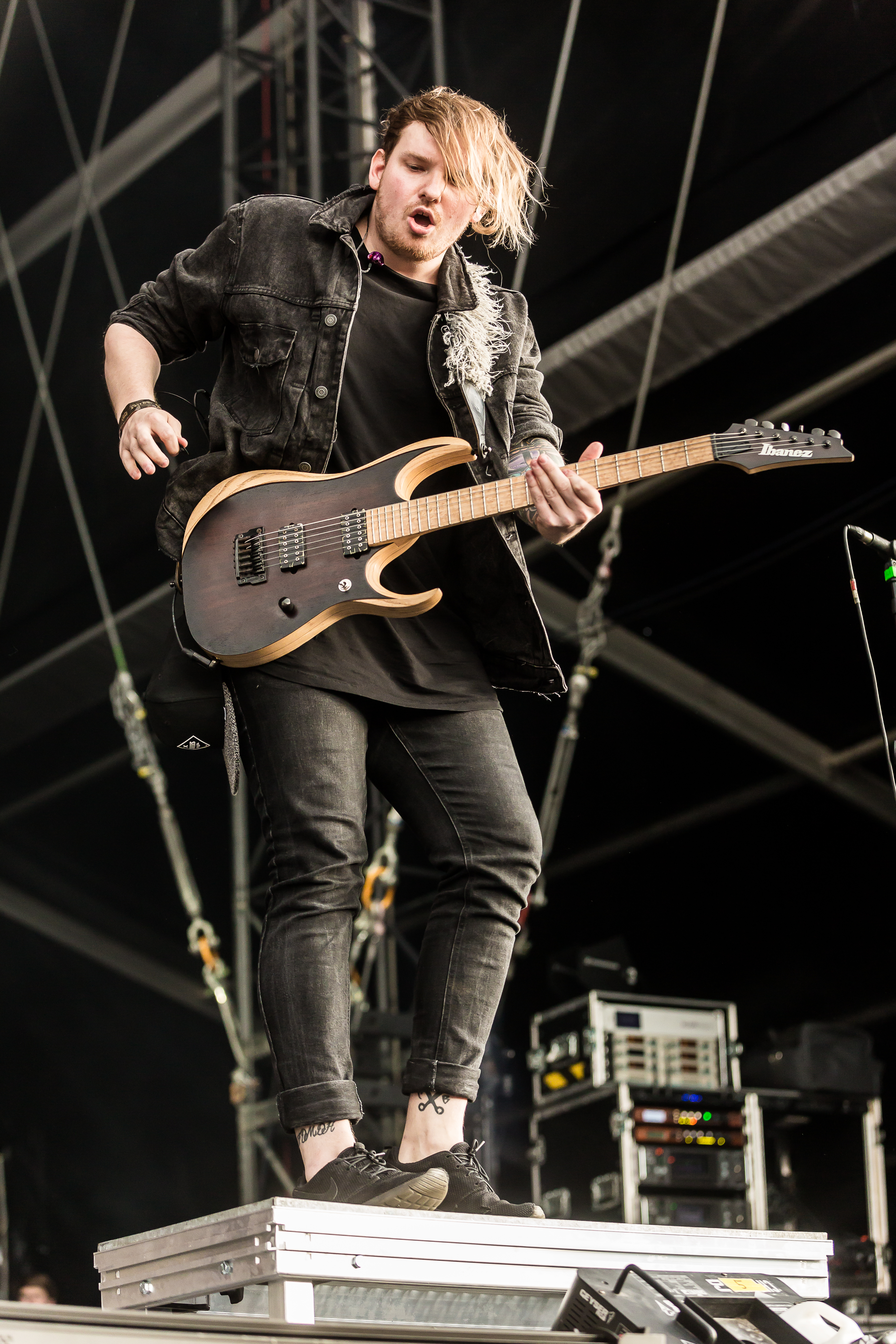
Gitarrist Pascal Schillo
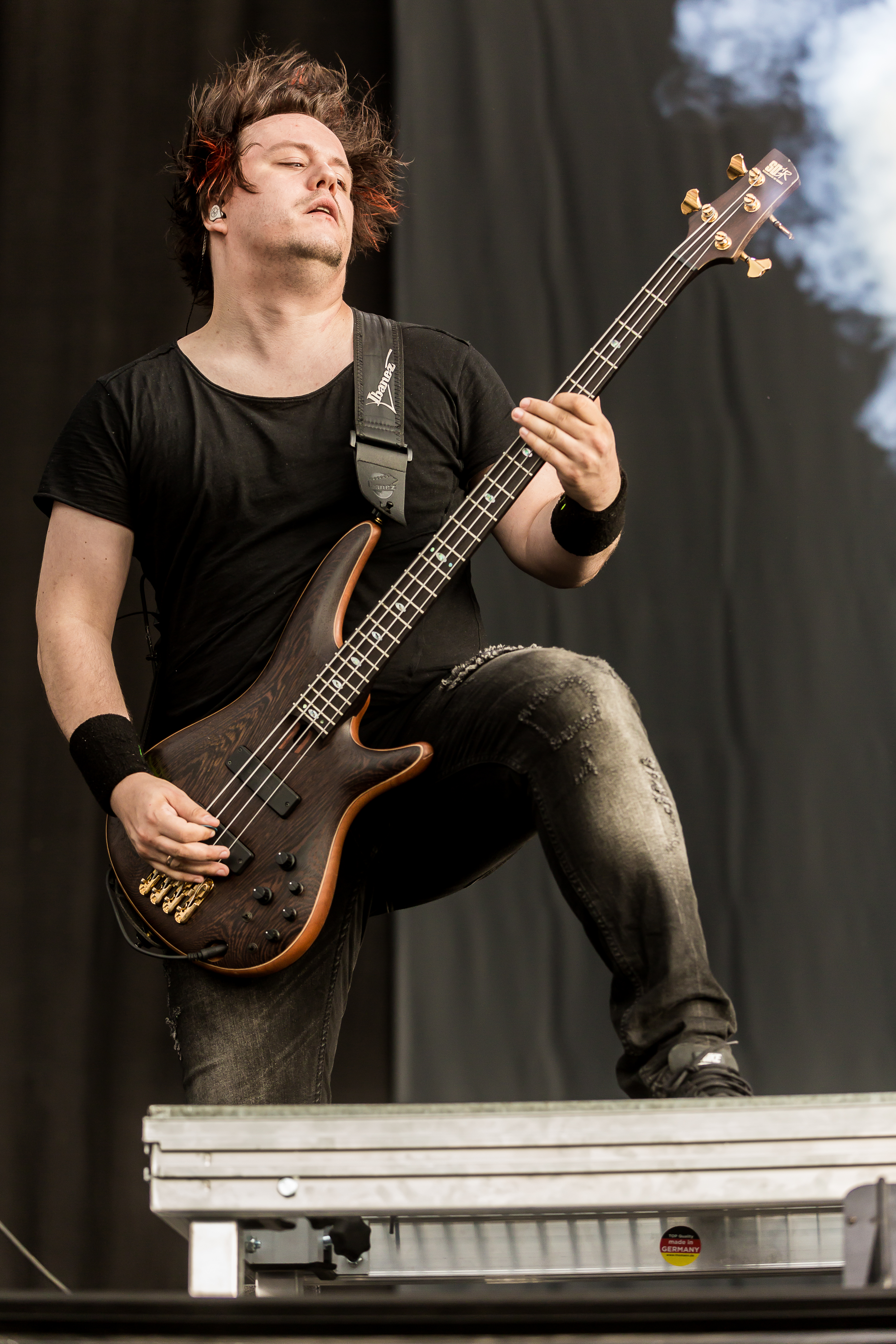
Bassist Daniel Klossek
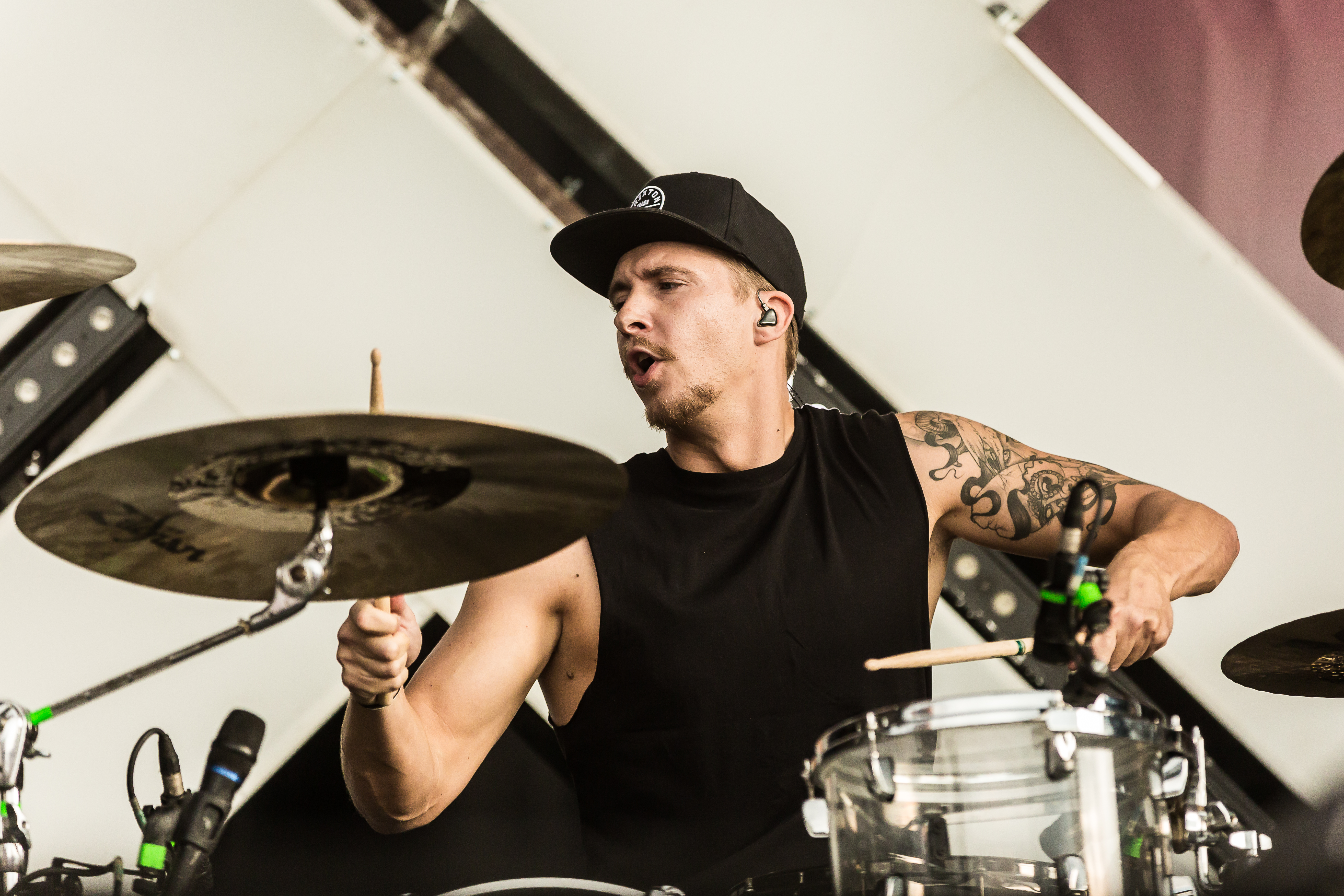
Ehemaliger  Schlagzeuger David Friedrich
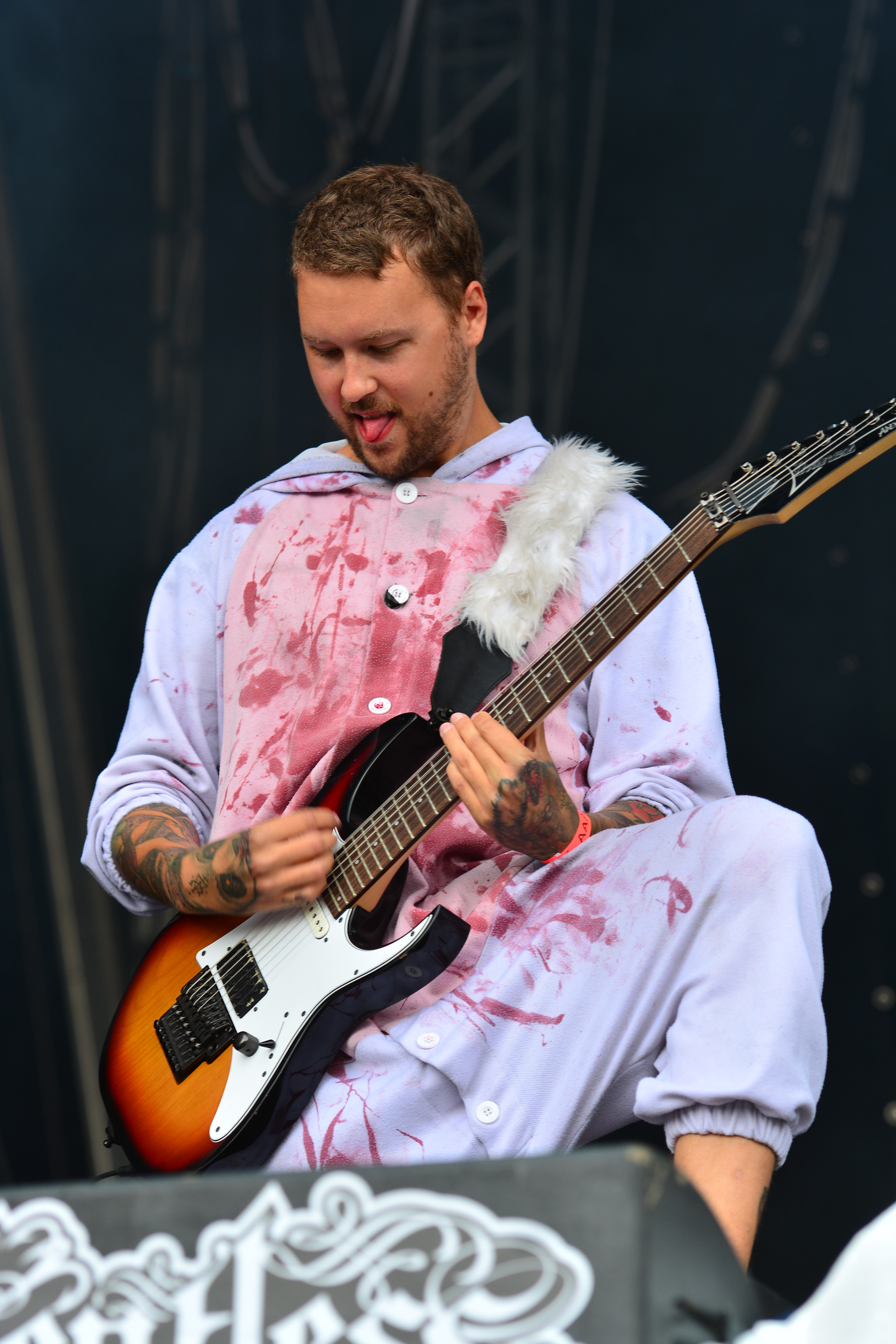
Gitarrist Daniel Haniß
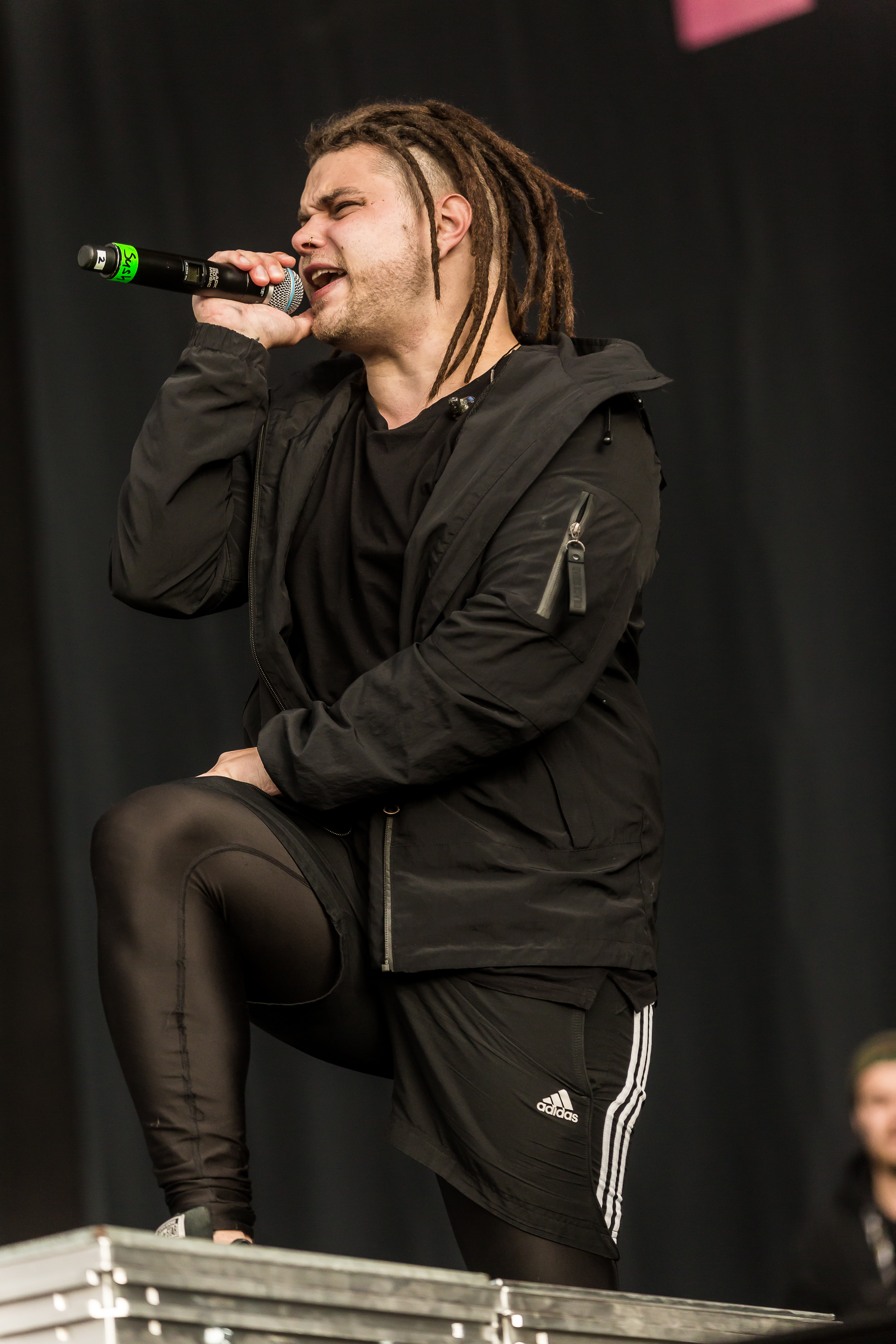
Ehemaliger Sänger Sebastian Biesler

Zeitstrahl

## Diskografie
Studioalben

| Jahr                 | Titel Musiklabel                            | Höchstplatzierung, Gesamtwochen, AuszeichnungChartplatzierungen (Jahr, Titel, Musiklabel, Platzierungen, Wochen, Auszeichnungen, Anmerkungen) | Höchstplatzierung, Gesamtwochen, AuszeichnungChartplatzierungen (Jahr, Titel, Musiklabel, Platzierungen, Wochen, Auszeichnungen, Anmerkungen) | Höchstplatzierung, Gesamtwochen, AuszeichnungChartplatzierungen (Jahr, Titel, Musiklabel, Platzierungen, Wochen, Auszeichnungen, Anmerkungen) | Anmerkungen                                                 |
| Jahr                 | Titel Musiklabel                            | DE | AT | CH | Anmerkungen                                                 |
| -------------------- | ------------------------------------------- | --- | --- | --- | ----------------------------------------------------------- |
| als Eskimo Callboy   |                                             | | | |                                                             |
|                      |                                             | | | |                                                             |
| 2012                 | Bury Me in Vegas Redfield Records (Orchard) | DE65 a (1 Wo.)DE | — | — | Erstveröffentlichung: 23. März 2012                         |
| 2014                 | We Are the Mess Redfield Records (Orchard)  | DE8 (3 Wo.)DE | AT64 (1 Wo.)AT | — | Erstveröffentlichung: 10. Januar 2014                       |
| 2015                 | Crystals Airforce1 Records (UMG)            | DE6 (4 Wo.)DE | AT54 (1 Wo.)AT | CH70 (1 Wo.)CH | Erstveröffentlichung: 20. März 2015                         |
| 2017                 | The Scene Century Media (Sony)              | DE6 (3 Wo.)DE | AT14 (1 Wo.)AT | CH89 (1 Wo.)CH | Erstveröffentlichung: 25. August 2017                       |
| 2019                 | Rehab Century Media (Sony)                  | DE16 (1 Wo.)DE | AT65 (1 Wo.)AT | — | Erstveröffentlichung: 1. November 2019                      |
| als Electric Callboy |                                             | | | |                                                             |
|                      |                                             | | | |                                                             |
| 2022                 | Tekkno Century Media (Sony)                 | DE1 (42 Wo.)DE | AT3 Gold · (21 Wo.)AT | CH6 (6 Wo.)CH | Erstveröffentlichung: 16. September 2022 Verkäufe: + 17.500 |

## Auszeichnungen
- Metal Hammer Awards 2013: Up and Coming
- Ehrenpreis Gesellschaft und Kultur 2017 von Castrop-Rauxel
- Heavy Music Awards
  - 2022: Best Video für Pump It[46]
  - 2023: Best International Live Artist[47]
  - 2024: Best International Live Artist[48]

## Trivia
Im Oktober 2024 erstellte der Klingonisch-Experte Lieven L. Litaer eine klingonische Coverversion des Lieds We Got the Moves aus dem Album Tekkno.
Am Wacken 2023 traten Electric Callboy am Wacken Open Air mit einem DJ-Set auf. Eine Wiederholung als "Electric Callboy DJ-Set" war beim Rock im Park und Rock am Ring 2025 geplant. Kurz zuvor gab die Band bekannt, dass man unter dem Pseudonym Electric Bassboy auftreten wird.